# Mártires de Lisboa
Los Mártires de Lisboa fueron tres hermanos cristianos, Verísimo, Máxima y Julia, ejecutados en Olissipo en la provincia romana de Lusitania (actual Lisboa, Portugal), durante la persecución de Diocleciano.
El martirio de Verísimo, Máxima y Julia es el tema de una serie de pinturas de Garcia Fernandes, pintadas c. 1530.

## Historia

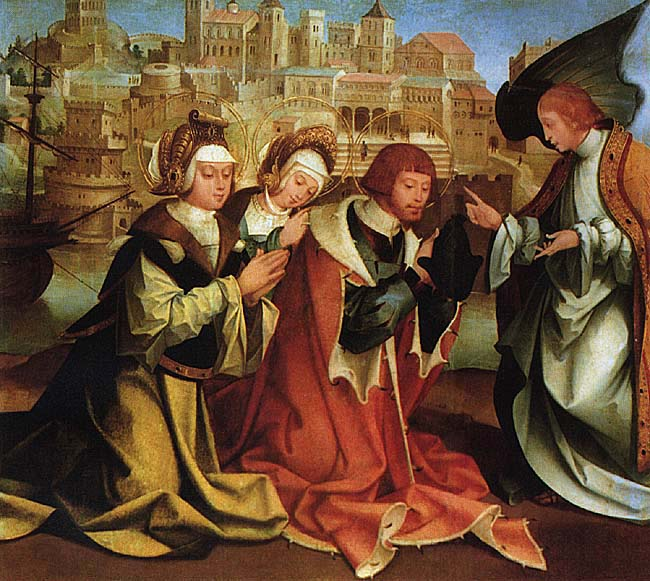
Anunciación del Martirio de los Santos Mártires de Lisboa (Garcia Fernandes, c. 1530). Museo Regional Carlos Machado, Ponta Delgada, Azores.

Las primeras referencias históricas conocidas de los tres santos se pueden encontrar en el Martirologio de Usuard, del siglo VIII. La antigua devoción de la ciudad por los mártires Verísimo, Máxima y Julia también está atestiguada en De expugnatione Lyxbonensi, un relato del Sitio de Lisboa al comienzo de la Segunda Cruzada.
La mayoría de los relatos de las vidas de los Santos Mártires de Lisboa sostienen que los tres hermanos estaban en Roma cuándo un ángel se les apareció y les dijo que fueran a Olissipo, donde "alcanzarían la corona de martirio que tan ansiosamente buscaban". Viajaron en barco a la ciudad, y pronto fueron llevados ante la presencia de Tarquinius, gobernador romano bajo Diocleciano; Tarquinius, presentó ante el juez a los tres hermanos y manifestaron que profesaban la fe cristiana, por lo que se les sometió a una serie de tormentos tras los cuales fueron apedreados y degollados.Sus cuerpos fueron arrojados al mar, mismos que fueron devueltos por la marea, a  que sus hermanos cristianos los recibieron y decidieron enterrarlos en la playa y levantar ahí una iglesia. En el año 1475 el rey Juan de Portugal ordenó exhumar y trasladar las reliquias de los santos mártires a Lisboa, al convento de Santiago.
Una parroquia española del municipio de Touro, en la provincia de La Coruña, Galicia denominada Fojanes, está dedicada a Verísimo.